# Lista de finais femininas juvenis em simples do Torneio de Roland Garros
Esta é a lista de finais femininas juvenis em simples do Torneio de Roland Garros.
O período 1953–1967 refere-se à era amadora, chamado de French Championships. O French Open, a partir de 1968, refere-se à era profissional ou aberta.

## Por ano
| Ano  | Campeã                 | Vice-campeã               | Resultado      |
| ---- | ---------------------- | ------------------------- | -------------- |
| 2024 | Tereza Valentová       | Laura Samson              | 6–3, 7–60      |
| 2023 | Alina Korneeva         | Lucciana Pérez Alarcón    | 7–64, 6–3      |
| 2022 | Lucie Havlíčková       | Solana Sierra             | 6–3, 6–3       |
| 2021 | Linda Nosková          | Erika Andreeva            | 7–63, 6–3      |
| 2020 | Elsa Jacquemot         | Alina Charaeva            | 4–6, 6–4, 6–2  |
| 2019 | Leylah Annie Fernandez | Emma Navarro              | 6–3, 6–2       |
| 2018 | Cori Gauff             | Caty McNally              | 1–6, 6–3, 7–61 |
| 2017 | Whitney Osuigwe        | Claire Liu                | 6–4, 56–7, 6–3 |
| 2016 | Rebeka Masarova        | Amanda Anisimova          | 7–5, 7–5       |
| 2015 | Paula Badosa Gibert    | Anna Kalinskaya           | 6–3, 6–3       |
| 2014 | Darya Kasatkina        | Ivana Jorović             | 56–7, 6–2, 6–3 |
| 2013 | Belinda Bencic         | Antonia Lottner           | 6–1, 6–3       |
| 2012 | Annika Beck            | Anna Karolína Schmiedlová | 3–6, 7–5, 6–3  |
| 2011 | Ons Jabeur             | Mónica Puig               | 7–68, 6–1      |
| 2010 | Elina Svitolina        | Ons Jabeur                | 6–2, 7–5       |
| 2009 | Kristina Mladenovic    | Daria Gavrilova           | 6–3, 6–2       |
| 2008 | Simona Halep           | Elena Bogdan              | 6–4, 36–7, 6–2 |
| 2007 | Alizé Cornet           | Mariana Duque Marino      | 4–6, 6–1, 6–0  |
| 2006 | Agnieszka Radwańska    | Anastasia Pavlyuchenkova  | 6–4, 6–1       |
| 2005 | Ágnes Szávay           | Ioana Raluca Olaru        | 6–2, 6–1       |
| 2004 | Sesil Karatantcheva    | Mădălina Gojnea           | 6–4, 6–0       |
| 2003 | Anna-Lena Grönefeld    | Vera Dushevina            | 6–4, 6–4       |
| 2002 | Angelique Widjaja      | Ashley Harkleroad         | 3–6, 6–1, 6–4  |
| 2001 | Kaia Kanepi            | Svetlana Kuznetsova       | 6–3, 1–6, 6–2  |
| 2000 | Virginie Razzano       | María Emilia Salerni      | 5–7, 6–4, 8–6  |
| 1999 | Lourdes Domínguez Lino | Stéphanie Foretz          | 6–4, 6–4       |
| 1998 | Nadia Petrova          | Jelena Dokic              | 6–3, 6–3       |
| 1997 | Justine Henin          | Cara Black                | 4–6, 6–4, 6–4  |
| 1996 | Amélie Mauresmo        | Meghann Shaughnessy       | 6–0, 6–4       |
| 1995 | Amélie Cocheteux       | Marlene Weingärtner       | 7–5, 6–4       |
| 1994 | Martina Hingis         | Sonya Jeyaseelan          | 6–3, 6–1       |
| 1993 | Martina Hingis         | Laurence Courtois         | 7–5, 7–5       |
| 1992 | Rossana de los Ríos    | Paola Suárez              | 6–4, 6–0       |
| 1991 | Anna Smashnova         | Inés Gorrochategui        | 2–6, 7–5, 6–1  |
| 1990 | Magdalena Maleeva      | Tatiana Ignatieva         | 6–2, 6–3       |
| 1989 | Jennifer Capriati      | Eva Sviglerová            | 6–4, 6–0       |
| 1988 | Julie Halard           | Andrea Farley             | 6–2, 4–6, 7–5  |
| 1987 | Natasha Zvereva        | Jana Pospíšilová          | 6–1, 6–0       |
| 1986 | Patricia Tarabini      | Nicole Provis             | 6–3, 6–3       |
| 1985 | Laura Garrone          | Dianne van Rensburg       | 6–1, 6–3       |
| 1984 | Gabriela Sabatini      | Katerina Maleeva          | 6–3, 5–7, 6–3  |
| 1983 | Pascale Paradis        | Debbie Spence             | 7–6, 6–3       |
| 1982 | Manuela Maleeva        | Penny Barg                | 7–5, 6–2       |
| 1981 | Bonnie Gadusek         | Helena Sukova             | 6–7, 6–1, 6–4  |
| 1980 | Kathy Horvath          | Kelly Henry               | 6–2, 6–2       |
| 1979 | Lena Sandin            | Mary-Lou Piatek           | 6–3, 6–1       |
| 1978 | Hana Mandlíková        | M. Rothschild             | 6–0, 6–1       |
| 1977 | Ann Smith              | Hana Strachonova          | 6–3, 7–6       |
| 1976 | Michele Tyler          | Manuela Zoni              | 6–1, 6–3       |
| 1975 | Regina Maršíková       | Linda Mottram             | 6–3, 5–7, 6–2  |
| 1974 | Mariana Simionescu     | Sue Barker                | 6–3, 6–3       |
| 1973 | Mima Jaušovec          | Regina Marsikova          | 6–3, 6–2       |
| 1972 | Renáta Tomanová        | Mima Jausovec             | 6–2, 6–3       |
| 1971 | Elena Granatourova     | Florence Guedy            | 2–6, 6–4, 7–5  |
| 1970 | Veronica Burton        | Renata Tomanova           | 6–4, 6–4       |
| 1969 | Kazuko Sawamatsu       | Anne-Marie Cassaigne      | 6–2, 6–0       |
| 1968 | Lesley Hunt            | E. Izopajtyse             | 6–4, 6–2       |
| 1967 | Corinne Molesworth     | Patricia Montano          | 3–6, 6–4, 6–4  |
| 1966 | Odile de Roubin        | Marion Cristiani          | 6–4, 6–3       |
| 1965 | Esme Emanuel           | Elena Subirats            | 6–4, 6–2       |
| 1964 | Nicole Seghers         | Elena Subirats            | 6–3, 6–3       |
| 1963 | Monique Salfati        | Annette Van Zyl           | 6–2, 4–6, 6–1  |
| 1962 | Kaye Dening            | Robyn Ebbern              | 1–6, 6–1, 6–3  |
| 1961 | Robyn Ebbern           | F. Courteix               | 6–1, 6–3       |
| 1960 | Françoise Dürr         | M. Rucquoy                | 6–0, 6–1       |
| 1959 | Joan Cross             | M. Rucquoy                | 6–1, 6–4       |
| 1958 | Francesca Gordigiani   | S. Galtier                | 6–3, 2–6, 6–2  |
| 1957 | Ilse Buding            | C. Seghers                | 6–2, 7–5       |
| 1956 | Elaine Launay          | Janine Lieffrig           | 6–1, 6–4       |
| 1955 | Maria-Teresa Reidl     | C. Baumgarten             | 6–4, 6–0       |
| 1954 | Beatrice de Chambure   | Colette Monnot            | 6–4, 8–6       |
| 1953 | Christine Brunon       | Beatrice de Chambure      | 2–6, 6–2, 6–0  |